# Skärsjön (Torpa socken, Småland)
Skärsjön är en sjö i Ljungby kommun i Småland och ingår i Lagans huvudavrinningsområde. Sjön är 6,5 meter djup, har en yta på 0,809 kvadratkilometer och befinner sig 172 meter över havet. Vid provfiske har abborre, gädda och mört fångats i sjön.

## Delavrinningsområde
Skärsjön ingår i det delavrinningsområde (628784-136314) som SMHI kallar för Utloppet av Mäen. Medelhöjden är 170 meter över havet och ytan är 27,52 kvadratkilometer. Det finns inga avrinningsområden uppströms utan avrinningsområdet är högsta punkten. Vattendraget som avvattnar avrinningsområdet har biflödesordning 4, vilket innebär att vattnet flödar genom totalt 4 vattendrag innan det når havet efter 117 kilometer. Avrinningsområdet består mestadels av skog (41 %) och sankmarker (33 %). Avrinningsområdet har 3,95 kvadratkilometer vattenytor vilket ger det en sjöprocent på 14,3 %.